# Coimbra Sports
Coimbra Sports is een Braziliaanse voetbalclub uit de deelstaat Minas Gerais. De club heeft al in verschillende steden gespeeld.

## Geschiedenis
De club werd opgericht in 1986. In 2010 speelde de club voor het eerst in de Segunda Divisão. De eerste seizoenen boekte de club geen noemenswaardige resultaten. In 2012 plaatste de club zich voor het eerst voor de tweede fase, maar werd dan laatste. In 2013 verhuisde de club van Belo Horizonte naar Itaúna, maar keerde dan terug. In 2017 ging de club in Nova Lima spelen en miste op één punt na de promotie. In 2018 verhuisde de club dan naar Contagem en bereikte nu de finale om de titel, die ze wonnen van Athletic Club en kon zo voor het eerst promotie naar de Módulo II afdwingen.
Het volgende seizoen werd de club winnaar van de reguliere competitie en bereikte opnieuw de finale om de titel, die ze van Uberlândia wonnen waardoor ze naar de hoogste klasse promoveerden. Zowel in 2021 als in 2022 eindigde de club op een degradatieplaats waardoor ze  vanaf 2023 opnieuw in de derde klasse spelen. 